# 笔直黄耆
笔直黄耆（学名：Astragalus strictus）为豆科黄芪属的植物。分布在巴基斯坦、锡金、克什米尔、尼泊尔、印度以及中国大陆的云南、西藏等地，生长于海拔2,900米至4,800米的地区，常生长在村旁、河边湿地、石砾地、山坡草地、路旁和田边，目前尚未由人工引种栽培。

## 别名
劲直黄耆（西藏植物名录）